# 貨架

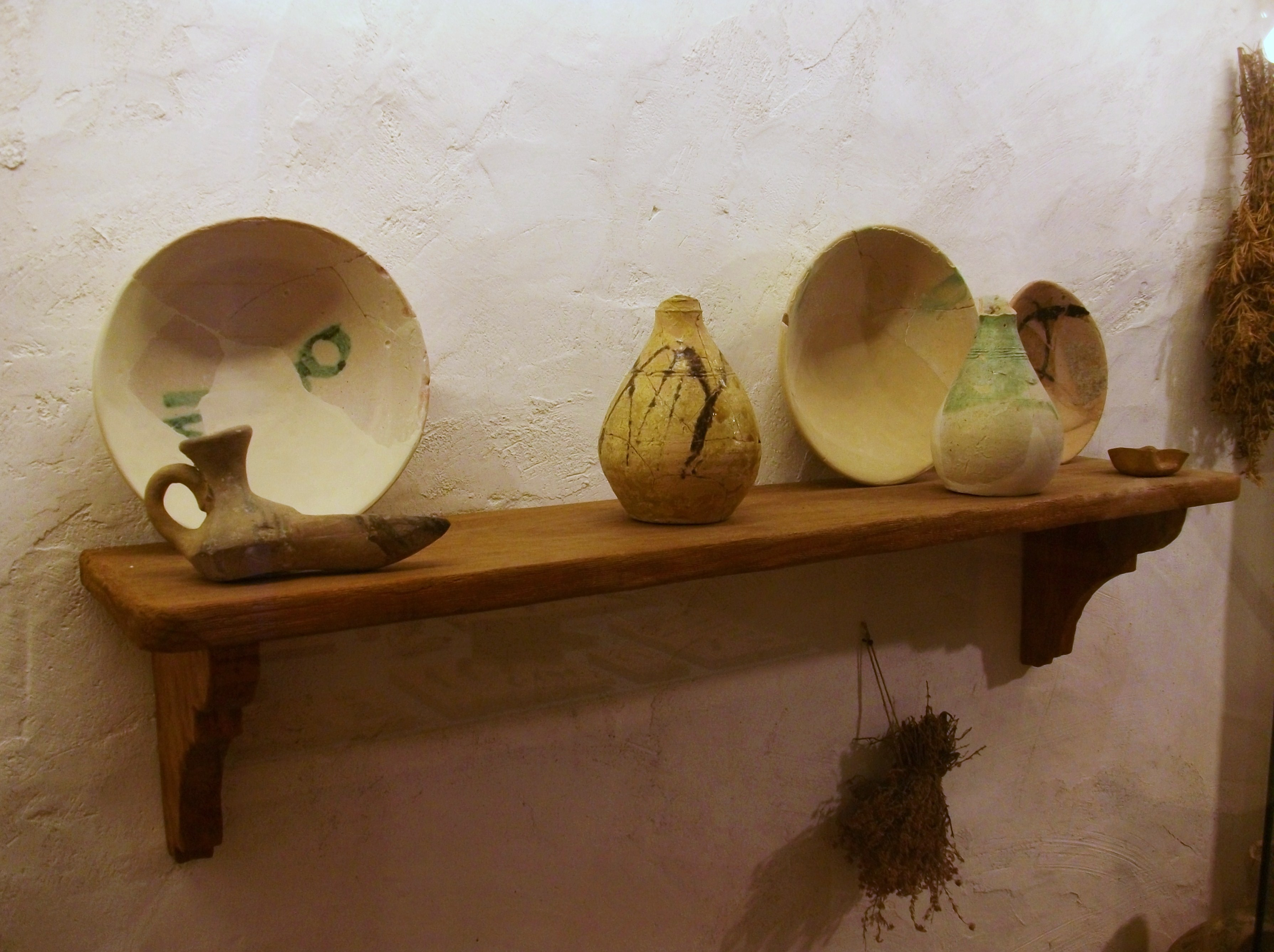
一个简单的木制貨架

货架又稱架子，是家庭、企业、商店中用于展示或放置物品的一塊（也可以是多塊）板，它一般是平坦的平面。它距離地面有一段距離，通常固定在墙上，有支架支撑。货架的长度基于其位置所在的空间和它所要承受的重量。在商店里，货架上還會显示商品名称、产品编号、价格和其他有关物品的信息。

## 材料
架子通常由坚固的材料制成，例如木材、 竹子或钢材，虽然用于放置轻型物品的架子也可以由玻璃或塑料制成。自己动手(DIY)的架子可以由旧门、彩色铅笔或书籍等物品制作。此外，架子还可以通过3D打印制作，使自己动手(DIY)项目能够呈现复杂的细节。